# Aulojoppa spilocephala
Aulojoppa spilocephala är en stekelart som beskrevs av Cameron 1907. Aulojoppa spilocephala ingår i släktet Aulojoppa och familjen brokparasitsteklar.

## Underarter
Arten delas in i följande underarter:
- A. s. makassariensis
- A. s. matinangis
- A. s. centralis
- A. s. bonthainensis
- A. s. balteata